# Ionisation cuivre-argent
L’ionisation cuivre-argent est une méthode de désinfection de l’eau basée sur l'introduction d’ions de cuivre et d’argent dans le réseau. Elle est utilisée depuis les années 2000 par certains hôpitaux pour lutter contre les bactéries du genre Legionella.

## Efficacité
En 2003, l'ionisation est devenue le premier procédé de désinfection hospitalière contre la légionellose ayant validé les quatre étapes d'évaluation standardisée : efficacité in vitro contre Legionella, témoignages sur l'efficacité du contrôle de la contamination par les légionelles dans certains hôpitaux, rapports publiés revus par les pairs d'études prolongées (sur plusieurs années) montrant l'efficacité du procédé sur la prolifération de Legionella et la prévention de la maladie, et rapports de confirmation provenant de plusieurs hôpitaux avec une durée de suivi prolongée. Selon une étude de 2011, elle conservait alors ce statut. D'autres études indiquent que l'ionisation est supérieure à l'éradication thermique. 
En 2003, le procédé avait été adopté par plus de 100 hôpitaux.